# Gheorghi Malenkov
Gheorghi Maximilianovici Malenkov (în rusă Гео́ргий Максимилиа́нович Маленко́в) (n. 8 ianuarie 1902, Orenburg, Imperiul Rus – d. 14 ianuarie 1988, Moscova, RSFS Rusă, URSS) a fost un politician sovietic și lider al Partidului Comunist al Uniunii Sovietice, colaborator apropiat al lui Iosif Vissarionovici Stalin. A fost pentru câteva luni, după moartea lui Stalin, conducătorul Uniunii Sovietice (martie – septembrie 1953), iar în anii 1953-1955 prim-ministru al URSS. 
Malenkov s-a născut în Orenburg, Rusia, în familia unui ofițer. A fost recrutat în Armata Roșie în 1919 și a aderat la partidului bolșevic în aprilie 1920. În armată a avut funcția de comisar politic. După plecarea din armată a studiat la Școala Superioară Tehnică din Moscova, pe care a absolvit-o în 1925. A devenit activist de partid și unul dintre oamenii de încredere ai lui Stalin. Împreună cu Lavrenti Beria, Malenkov l-a ajutat pe Stalin să desăvârșească epurările masive ale societății sovietice de la sfârșitul anilor 1930. A fost unul dintre rivalii lui Beria. 
Malenkov a fost cooptat în Biroului Politic al CC al PCUS în 1946. Deși temporar căzut în disgrație, pierzând în fața rivalilor săi Andrei Jdanov și Lavrenti Beria, Malenkov a reușit să recâștige încrederea lui Stalin după ieșirea lui Jdanov de pe scena politicii. Beria și Malenkov și-au unit eforturile și au reușit să-i elimine din partid pe toți aliații lui Jdanov și să-i trimită în lagărele de muncă ale Gulagului. În 1952, Malenkov a devenit membru al Secretariatului CC al PCUS. 
După moartea lui Stalin (1953), Malenkov a ajuns în cea mai înaltă funcție la care putea spera. Susținut de Beria, Malenkov a ajuns președinte al Consiliului de Miniștri și secretar general al Partidului Comunist al Uniunii Sovietice. La 13 martie 1955, Malenkov a fost constrâns să-și dea demisia din cauza opoziției celorlalți membri ai prezidiului. Nikita Hrușciov a preluat în septembrie funcția de prim secretar al PCUS, inaugurându-se astfel o perioadă de putere duală. 
Malenkov a mai rămas în funcția de prim-ministru pentru alți doi ani, perioadă în care a fost conducătorul de facto al Uniunii Sovietice. În acest răstimp, și-a făcut cunoscută opoziția față de proliferarea armelor nucleare, declarând că „un război nuclear ar duce la distrugerea globală”. Malenkov s-a pronunțat totodată în favoarea reorientării economiei spre producția bunurilor de larg consum, cu un accent mai scăzut pus pe industria grea, poziție pe care a urmat-o succesorul său, Nikita Hrușciov (1955 – 1964). 
Malenkov fost forțat să demisioneze în februarie 1955, după ce a fost atacat pentru legăturile prea strânse avute cu Beria (executat în decembrie 1953, învinuit de înaltă trădare), cât și pentru ritmul prea lent al reformelor, îndeosebi în privința reabilitării foștilor deținuți politici. 
Malenkov a rămas unul dintre membrii Biroului Politic (cu denumirea schimbată în „Prezidiu”). În 1957, a fost nevoit din nou să demisioneze, după eșecul tentativei de înlăturare a lui Hrușciov din funcția de secretar general al partidului. Împreună cu Malenkov au fost demiși din funcții și Nicolai Bulganin, Viaceslav Molotov și Lazar Kaganovici (așa-numitul grup antipartinic). Spre deosebire de practicile din timpul lui Stalin, Hrușciov le-a cruțat viețile, dar le-a redus drastic influența în viața politică sovietică. Malenkov a fost exclus din PCUS. A fost numit director al unei hidrocentrale din Kazahstan. A rămas în acea republică sovietică central-asiatică până la moarte. 